# Friedrich Wilhelm Rembert von Berg

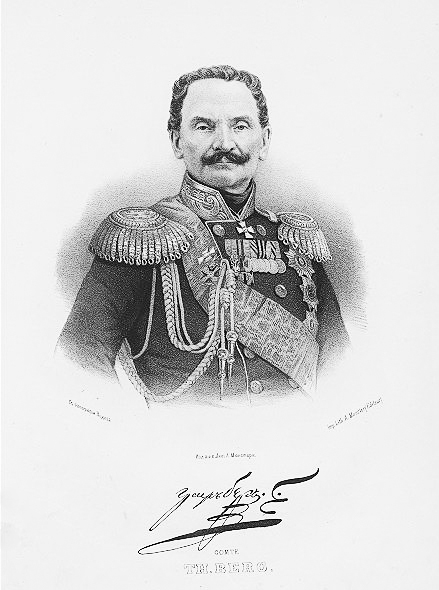

Friedrich Wilhelm Rembert Graf von Berg (russisch Фёдор Фёдорович Берг Fjodor Fjodorowitsch Berg; * 15. Maijul. / 26. Mai 1794greg. auf Schloss Sagnitz in Livland; † 6. Januarjul. / 18. Januar 1874greg. in Sankt Petersburg) war Feldmarschall der russischen Armee.

## Leben

### Herkunft
Friedrich Wilhelm Rembert stammte aus der Familie von Berg, einer alten deutschen Adelsfamilie Livlands. Er war der Sohn des russischen Premier-Majors und Staatsrates Friedrich Georg von Berg (1763–1811) und dessen Ehefrau Wilhelmine, geborene von Ermes (1775–1847).

### Militärkarriere

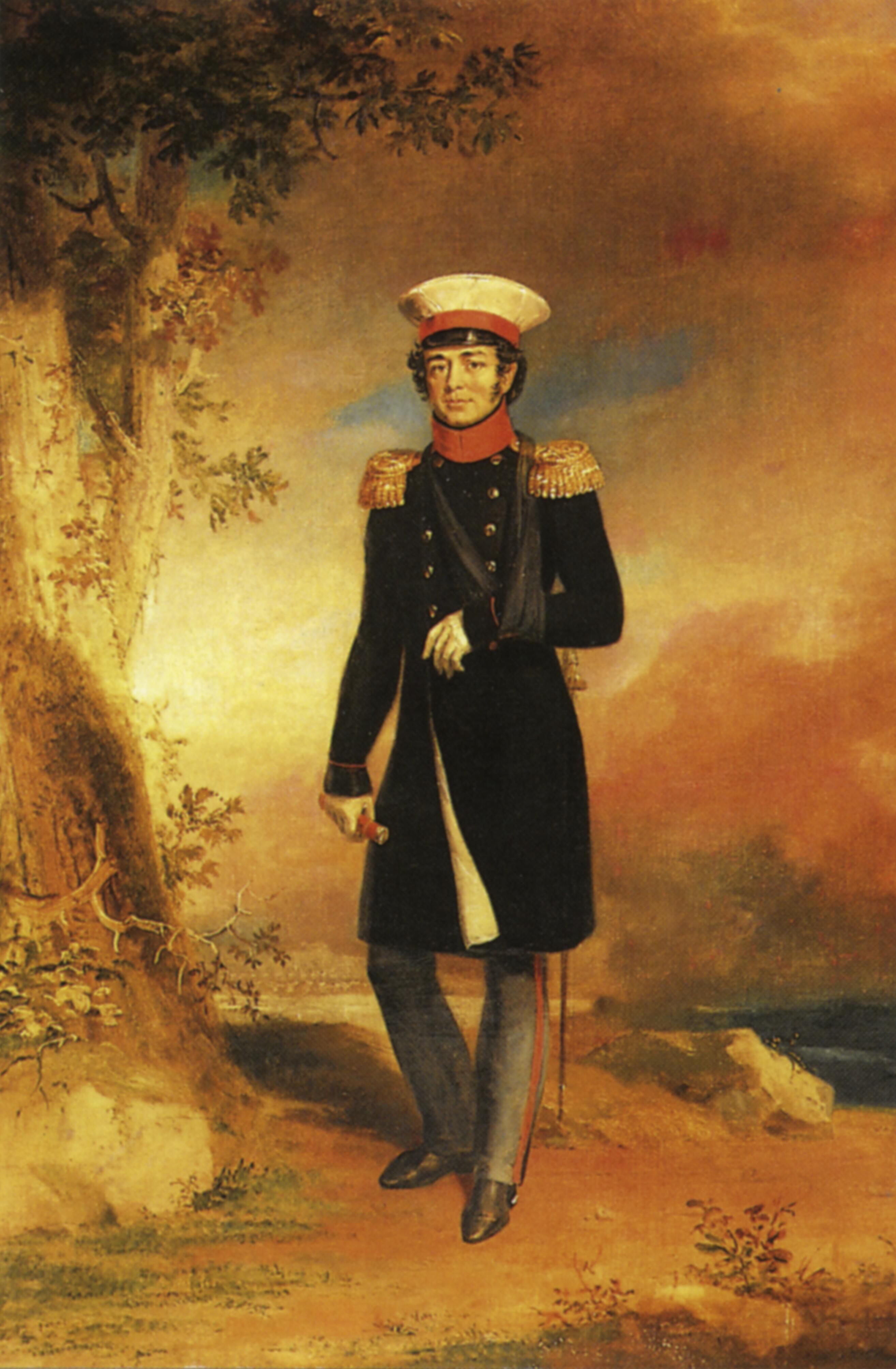
Von Berg als junger Offizier, 1810–1824

Berg studierte an der Kaiserlichen Universität Dorpat und trat im März 1812 als Junker in russische Militärdienste. Sehr bald zum Offizier ernannt und dem Generalstab zugewiesen, war er an fast allen bedeutenden Gefechten der Russen in den Feldzügen von 1812, 1813 und 1814 beteiligt. Nachdem er dann zwei Jahre lang das südliche Europa durchreist hatte, kehrte er 1819 nach Russland zurück. Er wurde zum Oberst ernannt, war an den russischen Gesandtschaften in München und Neapel tätig und wurde 1822 nach Orenburg geschickt, um die Verhältnisse der Kirgisen und des Karawanenhandels über Buchara und Indien zu ordnen.
1828 und 1829 war er als Generalstabschef unter Wittgenstein und Diebitsch im Russisch-Türkischen Krieg. Beim Feldzug in Polen 1831 kommandierte er die Vorhut von General Diebitsch und zeichnete sich in mehreren Gefechten aus. Hierauf wurde er zum Generalleutnant und Generalstabschef der russischen Armee in Polen ernannt und bekleidete diese Stelle zwölf Jahre hindurch. Unter seiner Leitung wurde die topographische Karte des Königreichs Polen bearbeitet. 1843 wurde er zum General der Infanterie und Generalquartiermeister im kaiserlichen Generalstab ernannt und mehrfach zu diplomatischen Missionen verwendet, deren schwierigste und bekannteste die Entsendung an den Wiener Hof war, als dieser 1849 gegen den ungarischen Aufstand die Hilfe Russlands erbat. Für seine diplomatischen Bemühungen am 25. September mit der österreichischen Grafenwürde belohnt, kehrte Berg nach Sankt Petersburg zurück, um die unter seiner Leitung begonnenen grundlegenden topographischen Arbeiten fortzusetzen.
1854 beim Ausbruch des Krimkriegs wurde er beauftragt, Estland gegen die britische Flotte zu verteidigen. Es gelang ihm in kurzer Zeit, Reval in so guten Verteidigungszustand zu versetzen, dass Admiral Charles John Napier es nicht wagte, einen Angriff zu unternehmen. Anschließend zum Generalgouverneur von Finnland ernannt, leitete Berg die Verteidigung dieser Provinz und bestand vom 8. bis 10. August das dreitägige Bombardement von Sveaborg, wofür ihm Alexander II. an seinem Krönungstag (7. September 1856) den Titel eines finnischen Grafen verlieh. Jedoch machte sich Berg durch seine Abneigung gegen jede freiheitliche Entwicklung in Finnland so unbeliebt, dass sich der Zar veranlasst sah, ihn im November 1861 von seinem Posten abzuberufen.
Kurz nach dem polnischen Januaraufstand wurde er im März 1863 zum Adjutanten des Großfürsten-Statthalters von Polen, Großherzog Konstantin, ernannt und hatte de facto bald alle Gewalt in Händen, da der Großfürst bereits im August Polen verließ. Im Oktober trat Berg vollständig an seine Stelle und übernahm das Amt des Namiestniks. Schon vorher hatte er die energischsten Maßregeln ergriffen. Seiner furchtbaren Strenge und seiner Umsicht gelang es, allmählich die geheime Nationalregierung, die ihren Sitz in Warschau hatte, zu unterdrücken und den Aufstand in allen Teilen des Landes nieder zuwerfen. Am 28. Oktober 1866 wurde Berg zum Generalfeldmarschall und zum Mitglied des Reichsrats ernannt, behielt aber die Statthalterschaft Polens und seinen Sitz in Warschau.
Während einer Reise nach Petersburg starb er dort am 18. Januar 1874. Seine Frau starb gleich nach ihm, nach der Grabinschrift: „Ihr brach das herz, als seines stille stand.“
Berg war zweiter Chef zahlreicher russischer Regimenter. Außerdem hatte ihn Wilhelm I. am 10. September 1872 zum Chef des 6. Brandenburgischen Infanterie-Regiments Nr. 52 ernannt. Seit Dezember 1844 war er Ehrenmitglied der Russischen Akademie der Wissenschaften in Sankt Petersburg.

### Familie
Berg heiratete im Oktober 1831 in Triest Donna Leopoldine, geborene Gräfin Cicogna Mozzoni, verwitwete Gräfin Annoni (1786–1874). Die Ehe blieb kinderlos. Sie adoptierten jedoch 1856 ihre Neffen, die 1857 bei der Grafenklasse der Finnländischen Ritterschaft introduziert wurden.